# Cinco de Balibo

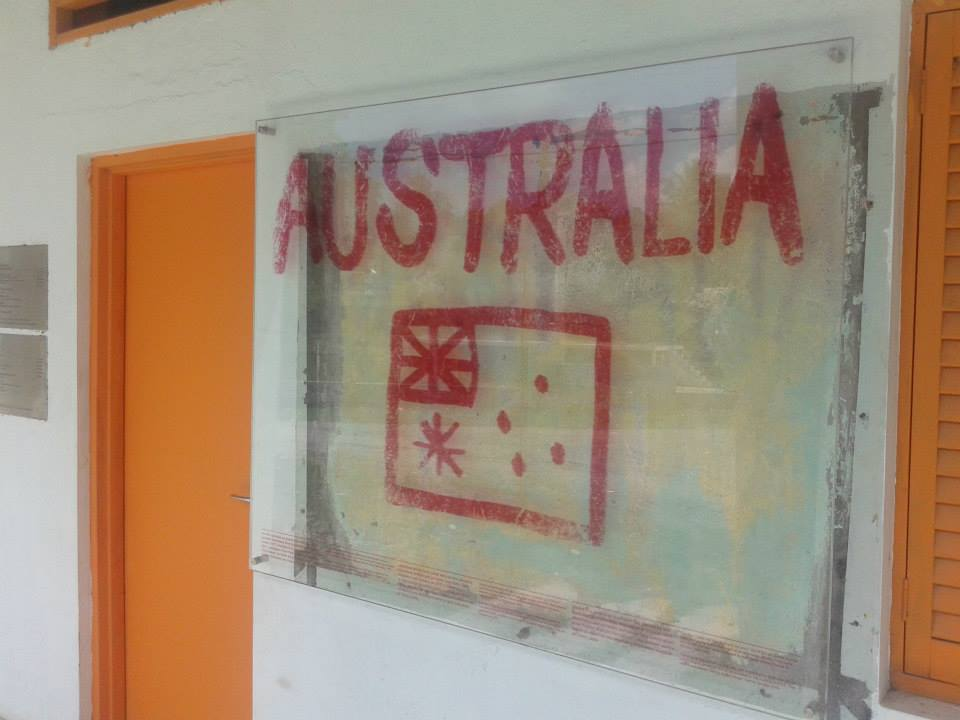
Casa Museu de Homenagem aos cinco jornalistas mortos em Balibo durante a invasão de 1975

Cinco de Balibo (Balibo Five) foi um grupo de jornalistas das redes de televisão australianas que foram mortos no período que antecedeu a invasão indonésia de Timor-Leste. Os Cinco de Balibo estavam baseados na cidade de Balibo, em Timor-Leste (então Timor Português), onde foram mortos em 16 de outubro de 1975 durante incursões indonésias antes da invasão. Roger East viajou para Balibo logo depois para investigar as mortes prováveis dos Cinco e mais tarde foi executado por membros das forças armadas indonésias nas docas de Díli.
Em 2007, um legista australiano determinou que eles haviam sido deliberadamente mortos por soldados das forças especiais indonésias. A versão oficial da Indonésia é que os homens foram mortos por tiros cruzados durante a batalha pela cidade. Segundo o The Economist, o governo australiano nunca contestou essa visão, a fim de evitar relações prejudiciais com a Indonésia.
Após a decisão, o recém-eleito primeiro-ministro da Austrália, Kevin Rudd, declarou que "os responsáveis devem prestar contas ... Você não pode simplesmente varrer isso para um lado". No entanto, nenhuma ação significativa foi tomada depois que ele foi eleito e Rudd se recusou a visitar o túmulo dos jornalistas mortos em 2008.